# 洪秀全
洪秀全（1814年1月1日—1864年6月1日），又名洪日，是清末宗教组织拜上帝会创始人、太平天国运动的民變领袖以及太平天国的建立者。原名洪仁坤，小名火秀，广东廣州花县（今廣州市花都區）人。
洪秀全早年曾接触基督教思想，创立拜上帝会，并在广东和广西一带传教。1851年拜上帝会在广西省潯州府桂平县金田村起兵反清，建立太平天国，自称天王。1853年攻取江寧府（今南京市），定鼎於此，賜名天京。与杨秀清等人产生矛盾。1856年部下韋昌輝與楊秀清發生内讧，即天京之變，1857年石達開率眾出走，情勢轉衰，1864年湘軍在天京圍城，洪秀全困守其中，以野草充飢，最後病逝，太平天國也旋即滅亡。

## 姓名
原名洪仁坤，小名火秀，又名洪日。在1837年大病痊癒後，聲稱夢見天父著白袍於夢境賜寶劍「雲中雪」、印璽給他。上帝又有名耶和華，當時譯爲耶火華，天父指他名須避諱，必須用全（全拆字為人王，有自稱君王之意）代替火字。又說他有三種改名方法，一是隱匿，自稱洪秀；二是新創，自稱洪全；三也可以使用不犯諱的名字，叫洪秀全（洪秀全姓洪、「秀」拆字後為「禾乃」、「全」拆字後為「人王」，因此名字全意為「我乃人王），因而得名。

## 生平

### 早年

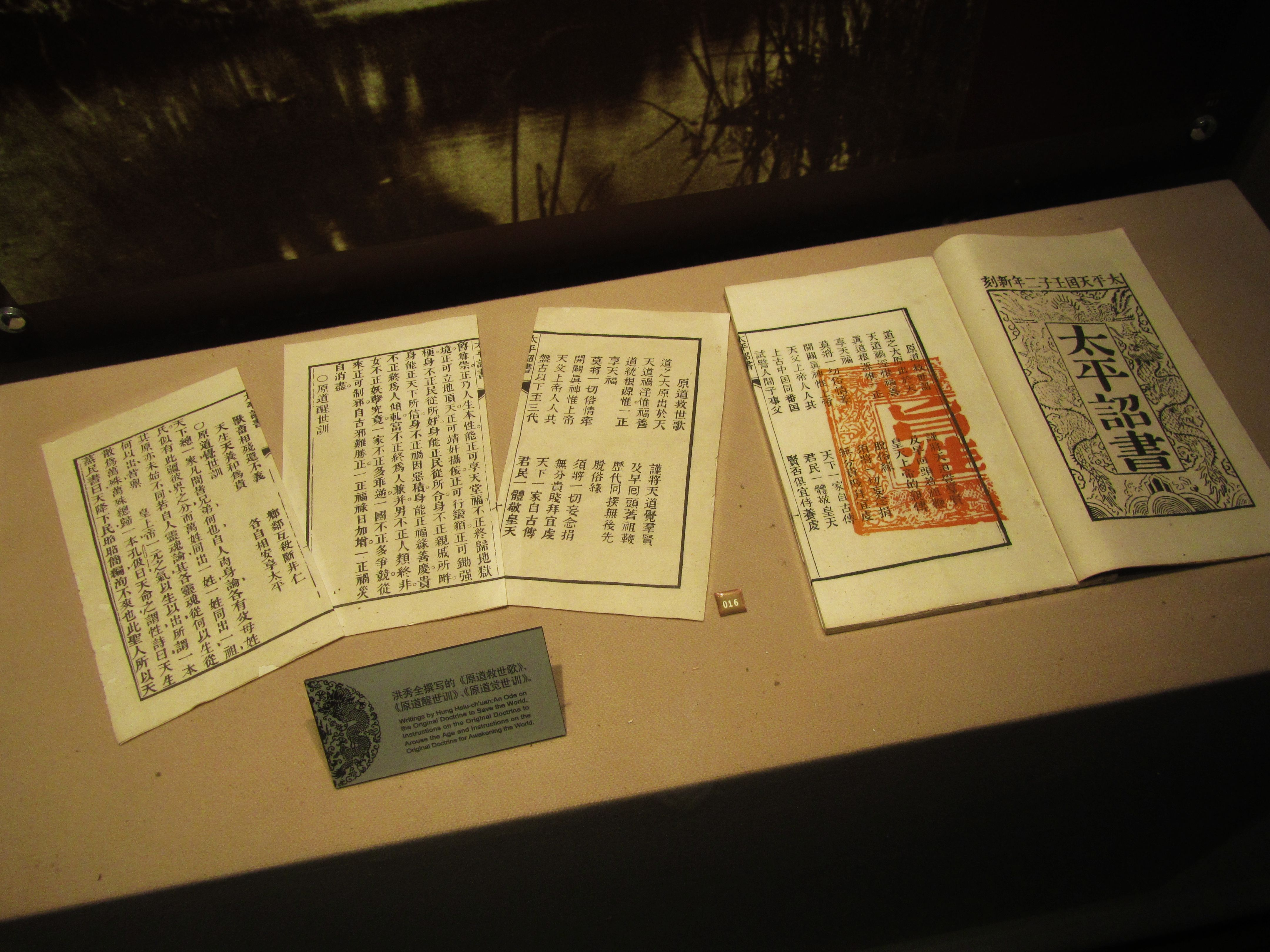
洪秀全所撰写的《原道救世歌》、《原道醒世训》和《原道觉世训》，太平天国历史博物馆藏

1814年1月1日（嘉庆十八年十二月初十），洪秀全出生於广东廣州花县（今廣州市花都區）福源水村。父親洪鏡揚，是耕读世家，母親王氏。洪秀全還有長兄洪仁發、二兄洪仁達、族弟洪仁玕。
洪秀全祖先居於今日江苏，其祖先洪皓是南宋的名臣，与当时的岳飞都是同期的爱国民族英雄，而後南遷閩南，又遷居廣東，在廣州府花縣落腳。
洪秀全7歲起，在村中私塾上學，學習四書五經及其它一些古籍。由於他是兄弟中唯一識字者，村中父老看好洪秀全可考取功名光宗耀祖，可是三次府试都失败落选，第三次在广州落选后已经是25岁（1837年，虚岁）了，受此打击回家以后重病一场，一度昏迷，他本人说病中幻觉有一老人对他说：奉上天的旨意，命他到人间来斩妖除魔。从此洪秀全言语沉默，举止怪异。而洪秀全此次重病疑似产生异梦异象的事件，有称“丁酉异梦”，而且日后在洪秀全的《原道救世歌》以及不少太平天国官书文献中多次提及。
此时洪秀全并不甘心于考试的失败，在6年后的1843年春天再一次参加了广州的府试，结果还是以落选告终。這时洪秀全翻閱以前在廣州應試時收到的基督徒梁发的《劝世良言》一書，把書中內容與自己以前大病時看到的幻象對比，自認為受上帝之命下凡誅妖，自稱上帝的次子，耶穌的次弟，並稱上帝耶和華為「天父」，稱耶穌為「天兄」，由於耶穌在馬廄內出生其生母為庶出。洪秀全為嫡出並認為只有基督教才能幫助人們脫離苦難。於是一气抛开了孔孟之书，不再做一名儒生而奉行基督教的教义，索性把家里的孔子牌位换成了上帝的牌位。雖然曾讀過《聖經》，但洪秀全卻逢人便宣传他所理解的基督教教义，称之为“拜上帝會”。洪秀全说：「人心太坏，政治腐败，天下将有大灾大难，唯信仰上帝入教者可以免难。入教之人，无论男女尊贵一律平等，男曰兄弟，女曰姊妹。」洪秀全的「拜上帝會」在教義上模仿基督宗教，太平天國的十誡叫十款天條。
洪秀全最初在廣州附近傳教，但未取得很大成功。1844年洪秀全和馮雲山轉至廣西一帶傳教，洪秀全不久便返回廣東，馮雲山留下發展，在當地的信徒日增。1845年至1846年間，在家鄉的洪秀全寫下《原道醒世訓》、《原道覺世訓》、《百正歌》等作品。1847年初，洪秀全來到傳教士羅孝全在廣州的禮拜堂學習了幾個月，曾要求受洗，但羅孝全不同意洪秀全對以前大病時所見「異象」的見解，並認為洪秀全對神學的認識不足夠，拒絕為他施洗。洪秀全4個月後離開。洪其後再到廣西會合馮雲山，並陸續制訂拜上帝會的規條及儀式。
洪秀全的拜上帝會與地方衙門的矛盾日漸加深，洪秀全等人在1850年決定反清，加緊準備，會眾在下半年間陸續前來金田團營。

### 建立太平天国

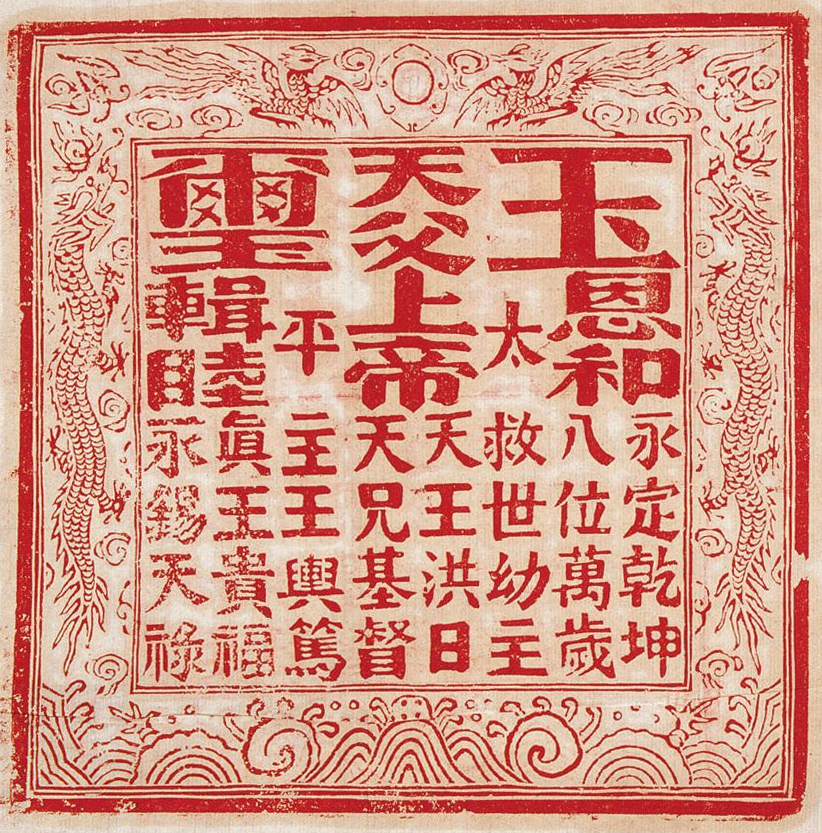
太平天國天王玉璽

1851年1月11日在广西桂平的金田村举行起义，建号太平天国，洪秀全稱天王；12月攻克永安后，分封东、西、南、北、翼诸王，各王均受东王楊秀清节制；1852年太平軍離開廣西，1853年3月攻佔南京，改名天京並定都在此，正式建立了與清廷對峙的農民政權。洪秀全一面派出軍隊西征北伐，一面頒佈《天朝田畝制度》等政策法規，宣传其国为“有田同耕，有飯同食，有衣同穿，有錢同使，無處不均勻，無人不飽暖”。
太平天国举行第一次科舉考试时，有史以来特为妇女参加考试设立女科，产生中国第一位女状元傅善祥（后成为杨秀清地下情人，不过问政事）。 
定都天京後，洪秀全主張把四書五經列為禁書，東王楊秀清不同意，借「天父下凡」迫洪秀全讓步，洪只好同意四書五經在修改後可以刊印流傳，然而直至太平天國滅亡仍未曾刊行。後來洪秀全又修改《聖經》，按照政治上的需要及個人喜惡改動內容，在太平天國內頒行。

#### 天京事變
天王洪秀全與東王楊秀清的矛盾日漸加深。洪秀全知道北王韋昌輝、翼王石達開及燕王秦日綱對東王不滿，在1856年詔三人誅東王，9月發生天京事變，東王、北王與燕王先後被誅。翼王石達開在天京主政一段時間，為洪秀全所忌，洪秀全封自己的親兄弟洪仁發、洪仁達為王，以牽制石達開，引起石達開不滿。1857年石帶領大軍出走，脫離天王指揮。自天京事變及翼王出走後，洪秀全雖然掌握了朝政大權，太平天國卻開始走下坡。

### 晚年
清軍開始進迫天京，在陳玉成和李秀成等人支撐下，太平軍在數年間擋住了清軍的多次攻勢。
1859年族弟洪仁玕從香港抵達天京，洪秀全大喜，封仁玕為軍師、干王，名義上總理天國朝政，卻不肯把軍事權力交給他。由於洪仁玕未有立功而封王，洪秀全怕其他人不服，再次封異姓為王。
1862年英王陈玉成被殺后，形勢急轉直下，天京附近據點逐一陷落。李秀成知道天京難以久守，向洪秀全建議放棄天京，轉戰中原，被洪秀全斥責。
1864年3月，天京遭到包圍后，城內糧食不足，洪秀全帶頭吃“甜露”（雜草與觀音土混成的黏團）充飢，因而致病。1864年6月1日（同治三年四月二十七日），洪秀全病逝天京。曾國藩卻向清廷報稱洪秀全服毒自盡。洪秀全死后尸体被秘密葬在天王府的後花園新建凉亭内。
1864年7月30日，天京陷落之後，湘军总兵熊登武得到一个天王府黄姓宫女告密（有一說是熊登武在攻佔天王府後在府裏把一名黃姓宮女抓起來拷問），在她的指引下，曾国荃派人从天王府的大殿内挖出了洪秀全的尸体。此时未时初，曾氏二兄弟旁观挖洪出土时，晴天竟突转阴暗，洪秀全的屍體以白布包裹著，雙手交叉，放在胸前，手持一枚鐵十字，沒有棺材，身體嚴重腐爛，只有肩膀和右臀稍有皮肉。
8月1日，曾国藩断然下达了最严厉的惩处方式：“戮尸，烈火而焚之！”于是洪秀全的尸体再次被拖了出来，被刀戮、火焚。焚尸後，曾国藩根据湘军将领李臣典的建议，命人把骨灰和以火药，装入炮弹，然后接连发射出去，目的是要让洪秀全徹底灰飞烟灭，屍骨無存，阴魂无归，更可以使太平軍的舊部失去精神象徵。

## 家庭

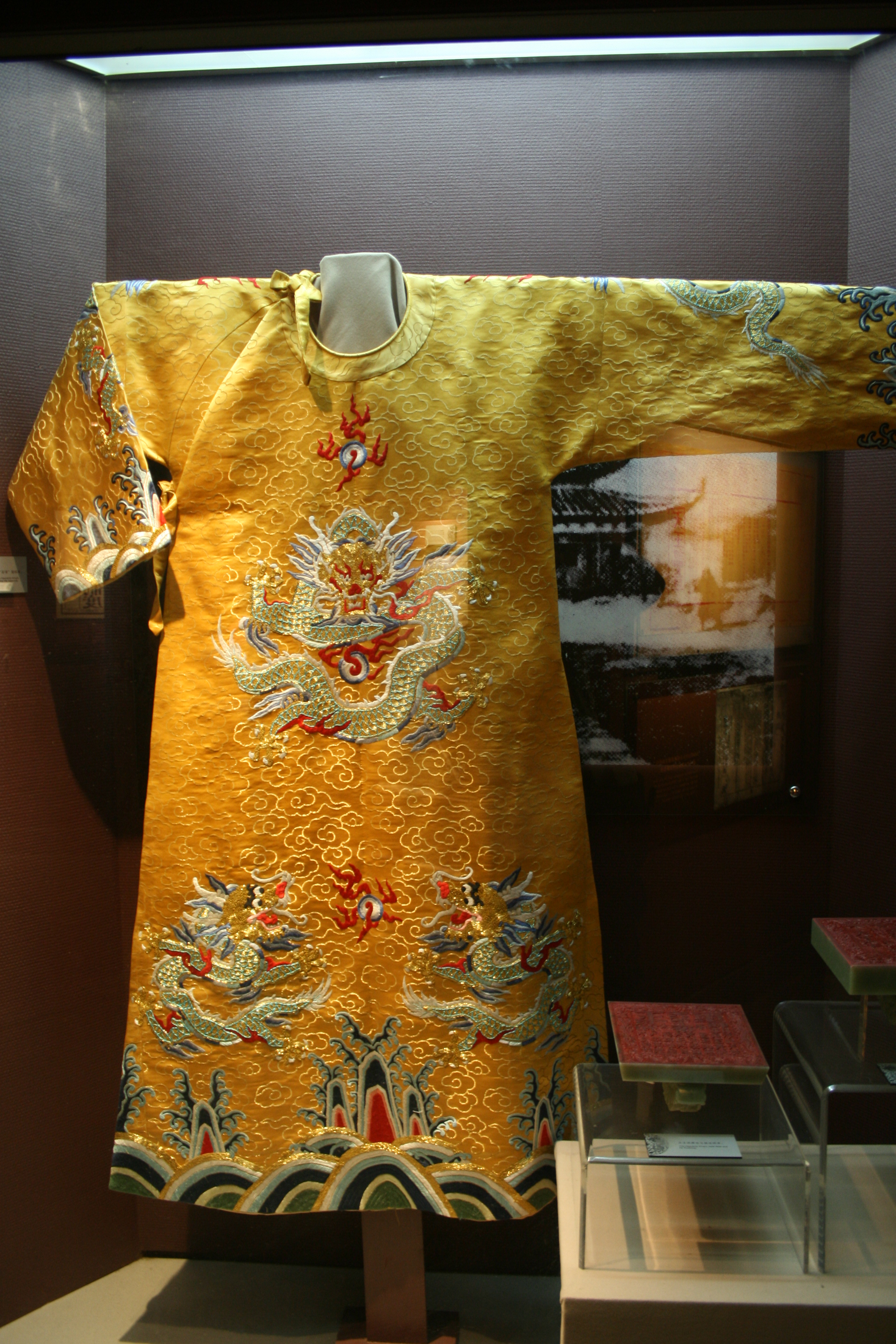
洪秀全的龍袍

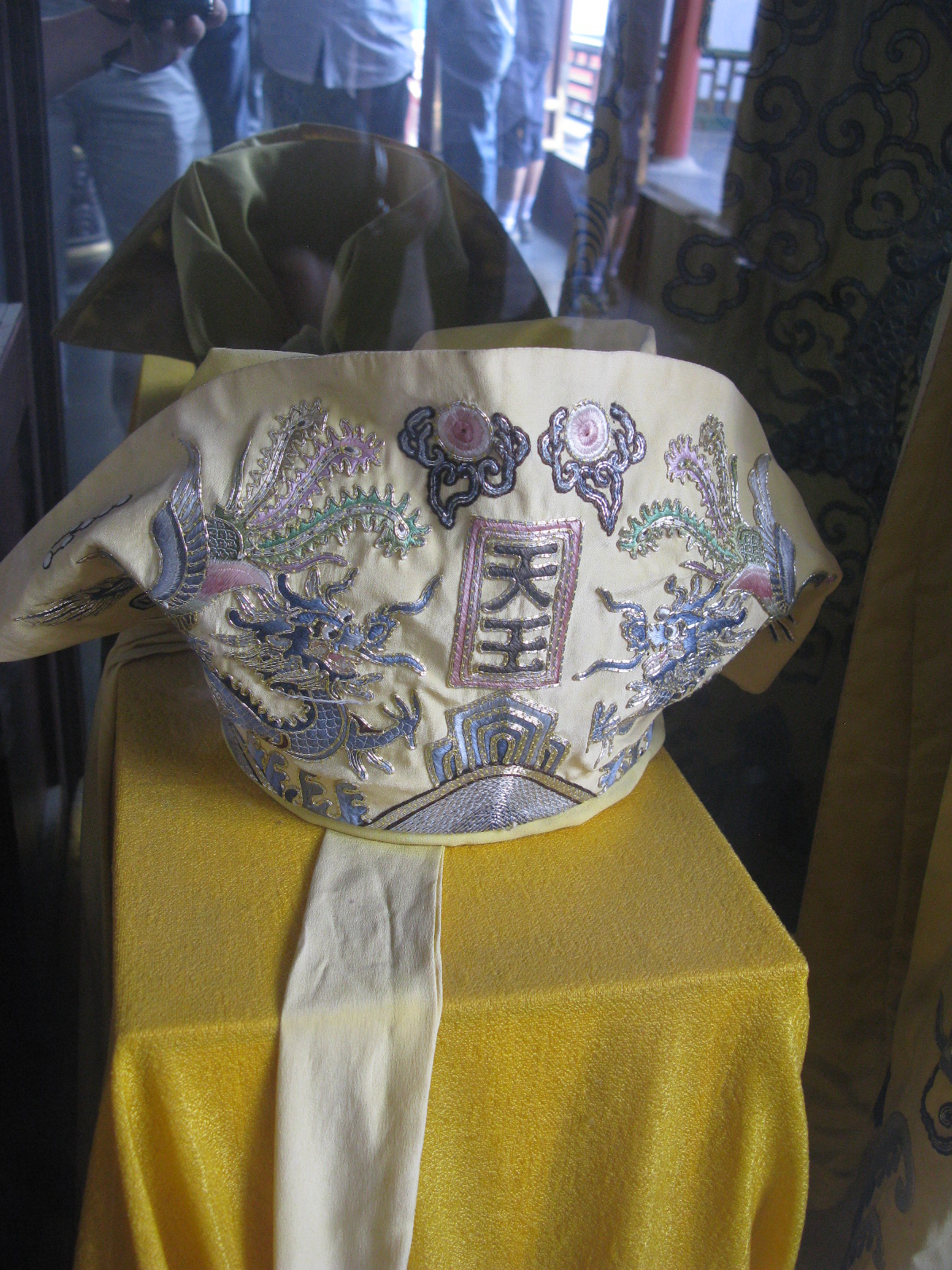
洪秀全的天王冠

### 洪秀全家族的历史资料
根据古老的洪氏世系资料编修的家谱，名为《万派朝宗》，记载了从金田起义前后，一直追溯远祖自江浙南迁到广东的过程。洪氏于漢代、三國时世居彭城郡下邳（今江苏邳州市），西晋永嘉之乱中南迁京口（今镇江市），晋安帝时续迁新安郡遂安县（今杭州市淳安县），此后在各种战乱中，辗转经由江西、福建而入广东。洪秀全其祖先洪皓是南宋时期的名臣，洪皓曾孙洪璞出任福建泉州府晋江县县尉，举家迁到泉州。元朝末年社会动荡，唯岭南较安定，洪璞的第十世孙洪贵生从福建迁往广东潮州府海阳县（今日潮州市潮安区）的布心。所以洪贵生是洪氏迁入广东的始祖。洪秀全便是洪氏迁入广东后的第十六世孙，也即是迁到花县官禄布后的第六代。

### 妻妾
共有妻妾88人，皆稱王娘。以其夢見的「天妻」為元配妻子，稱正月宮（正東宮），去除此梦中「天妻」，余下87人，正室賴蓮英稱又正月宮（又正東宮），妃嬪依次有副月宮、又副月宮兩等。妻妾中僅五人有記載身份。
正室：
1. 又正月宫赖莲英（1839－1864），生幼天王，天京城陷後被俘，送北京凌遲。

妾：
1. 副月宮第四妻余氏，天京城陷後被俘（1838－1864），凌遲。
2. 副月宮第十二妻陈氏（1840－1864），生洪天光，天京城陷後被俘，凌遲。
3. 副月宮第十九妻吴氏，生洪天明，天京城陷後被俘，凌遲。
4. 黃氏，天京城陷後被俘，凌遲。

### 子女
五个儿子，一说六个：
1. 洪天貴福，尊稱幼主万岁，封王世子[8]，即位為幼天王。天國滅亡後與部眾失散，一度成功逃亡，但其後因四處亂走而被清軍盤查時因口音被認出遭捕，送南昌凌遲。
2. 洪天曾（1852－1853），夭折。
3. 洪天明，尊稱王三殿下永歲，封明王，生于1854年。
4. 洪天光，尊稱王四殿下永歲，封光王，生于1854年。
5. 洪天佑，封幼东王，过继给杨秀清

女儿，史料不详，至少有八人。
1. 長女洪天姣，尊稱天長金，夫婿天二駙馬、金王钟万信。
2. 次女洪氏，尊稱天二金，夫婿列王徐朗。
3. 三女洪氏。
4. 四女洪氏，尊稱天四金，夫婿天四驸马黄栋梁。
5. 某女洪氏，夫婿天西驸马黄文胜。
6. 某女洪氏，夫婿天东驸马。
7. 某女洪氏。
8. 八女洪氏，尊稱天八金，夫婿天八驸马。

## 影視形象

### 電視劇
| 年份   | 地區           | 作品         | 演員   |
| 1988年 | 香港無綫電視   | 《太平天國》 | 呂良偉 |
| 1989年 | 中國大陸       | 《洪秀全》   | 辛明   |
| 2000年 | 中國中央電視台 | 《太平天國》 | 高蘭村 |

### 電影
| 年份   | 地區     | 作品         | 演員   |
| 1928年 | 中國大陸 | 《太平天國》 | 陳秋鳳 |

## 著作
- 《斬邪留正詩》
- 《太平詔書》
- 《原道救世歌》
- 《原道醒世訓》
- 《原道覺世訓》

## 纪念
1961年，为纪念洪秀全，当地政府在其故居原址上复原的建筑。现在的故居建有洪秀全故居纪念馆，洪氏宗祠辟为纪念馆辅助陈列室。1988年列为第三批全国重点文物保护单位，亦是省、市首批爱国主义教育基地，2005年成为国家AAA级旅游景区。1991年正式对外开放。

## 研究書目
- Jonathan D. Spence（史景遷）著，朱慶葆等譯：《天國之子和他的世俗王朝》（上海：上海遠東出版社，2001）。